# Essex (1799)

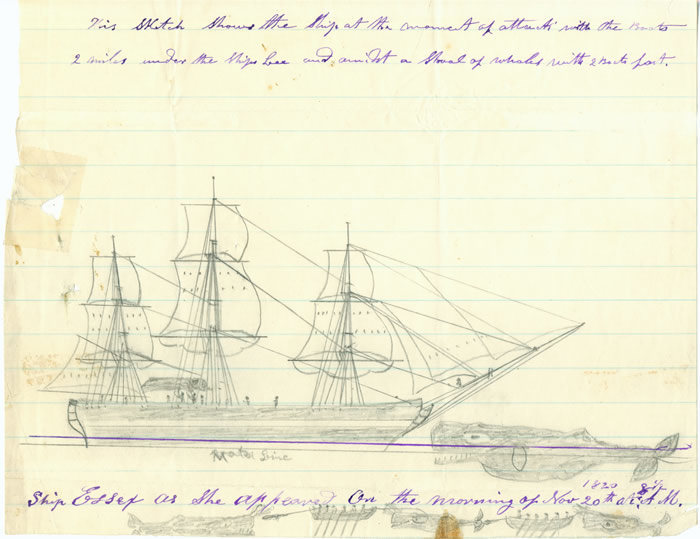
Szkic zderzenia wykonany przez Thomasa Nickersona

Essex – statek wielorybniczy, którego losy stały się inspiracją do napisania Moby Dicka przez Hermana Melville’a.
W 1819 Essex, dowodzony przez George’a Pollarda Jr., wypłynął z bazy na Nantucket na kilkuletnie łowy. 20 listopada 1820, w odległości 3700 km od zachodnich wybrzeży Ameryki Południowej, statek został staranowany przez kaszalota i zatonął. Załoga, składająca się z 20 ludzi (wcześniej jeden marynarz zdezerterował), przeniosła się na trzy łodzie (szalupy) wielorybnicze i przez miesiąc dryfowała po Pacyfiku. 20 grudnia wylądowała na bezludnej wyspie Henderson, gdzie rozbitkowie pozostali przez 7 dni, zbierając wodę i żywność. Trzej z nich postanowili na wyspie pozostać, siedemnastu pozostałych odpłynęło. Wkrótce zabrakło im żywności i na pokładach łodzi dochodziło do aktów kanibalizmu. 12 stycznia 1821 łódź pierwszego oficera Owena Chase'a odłączyła się od dwóch pozostałych. Dwa dni wcześniej zmarł drugi oficer, który był chory już przed wypadkiem; łódź, którą dowodził, trzymała się łodzi kapitana, ale 26 stycznia zaginęła. Kilka miesięcy po odnalezieniu ostatnich rozbitków, u brzegów wyspy Ducie znaleziono łódź z czterema szkieletami ludzkimi, prawdopodobnie tę zaginioną.
18 lutego 1821 pierwszy oficer Owen Chase, sternik Benjamin Lawrence i chłopiec okrętowy Thomas Nickerson zostali uratowani przez angielski statek. Trzy dni później kapitana George’a Pollarda i marynarza Charlesa Ramsdella odnalazł statek amerykański. Trzej ostatni rozbitkowie, którzy pozostali na wyspie Henderson – sternik Thomas Chappel oraz marynarze Seth Weeks i William Wright – zostali uratowani 9 kwietnia 1821 przez wysłany po nich okręt, który udał się po nich na wyspę Ducie. Ocaleni wcześniej sądzili, że to na tej wyspie byli w grudniu. Po stwierdzeniu, że na Ducie rozbitków nie ma, oficerowie ratującego statku zorientowali się, że prawdopodobnie rozbitków trzeba szukać na wyspie Henderson.
Wszyscy ocaleni wrócili po odzyskaniu sił na morze, Pollard otrzymał dowództwo innego statku, a Chase, Lawrence, Nickerson i Ramsdell zostali później kapitanami statków.
Melville przy pisaniu swojej powieści korzystał przede wszystkim z Narrative of the Most Extraordinary and Distressing Shipwreck of the Whale-Ship Essex – relacji Owena Chase'a, pierwszego oficera na Essex. Tragedii statku poświęcona jest również współczesna książka W samym sercu morza (In the Heart of the Sea: The Tragedy of the Whaleship) Nathaniela Philbricka oraz nakręcony 2015 roku na jej podstawie film.